# نیل گرگوری
نیل گرگوری (انگلیسی: Neil Gregory؛ زادهٔ ۷ اکتبر ۱۹۷۲) بازیکن فوتبال اهل بریتانیا است.
از باشگاه‌هایی که در آن بازی کرده‌است می‌توان به باشگاه فوتبال کانوی ایسلند، باشگاه فوتبال پیتربورو یونایتد، باشگاه فوتبال کولچستر یونایتد، باشگاه فوتبال تورکی یونایتد، باشگاه فوتبال اسکانتورپ یونایتد، باشگاه فوتبال چسترفیلد، و باشگاه فوتبال ایپسویچ تاون اشاره کرد.